# Mārupe
Mārupe (deutsch Marienbach) ist ein südwestlicher Vorort der Stadt Riga in Lettland und Zentrum des gleichnamigen Bezirks (Mārupes novads), der 2009 ohne Gebietsveränderung aus der Gemeinde entstand. Im Jahre 2022 zählte Mārupe fast 18.000 Einwohner.
Bis 2022 war Mārupe das bevölkerungsreichste Dorf Lettlands. Zum 1. Juli 2022 wurden der Gemeinde Mārupe die Stadtrechte zuerkannt.
Im Südwesten des Stadtgebietes, am Rande des großen Moores Cenas tīrelis, liegt der Stadtteil Jaunmārupe (lettisch: Neu-Mārupe).

## Sehenswürdigkeiten

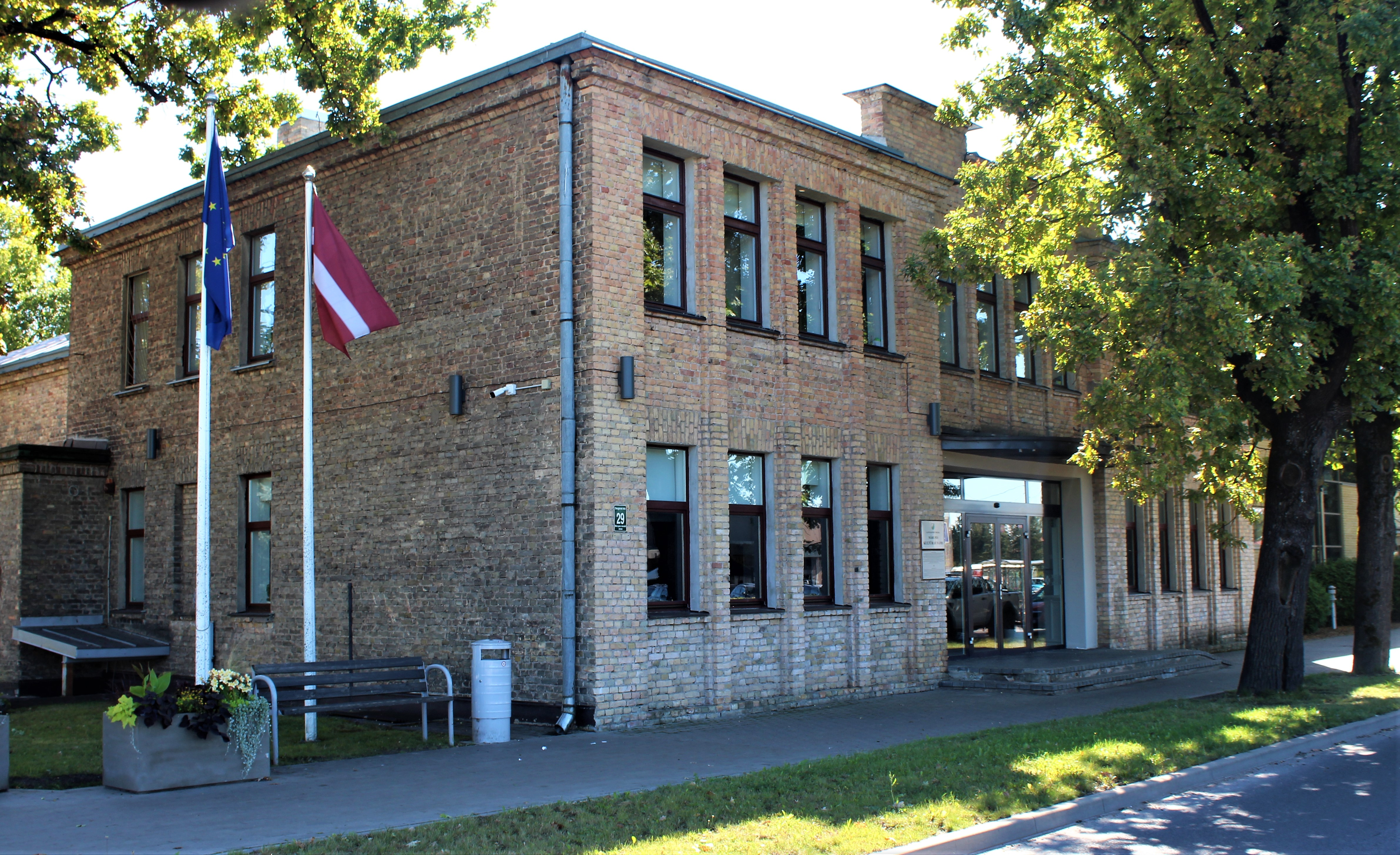
Kulturzentrum und Rathaus
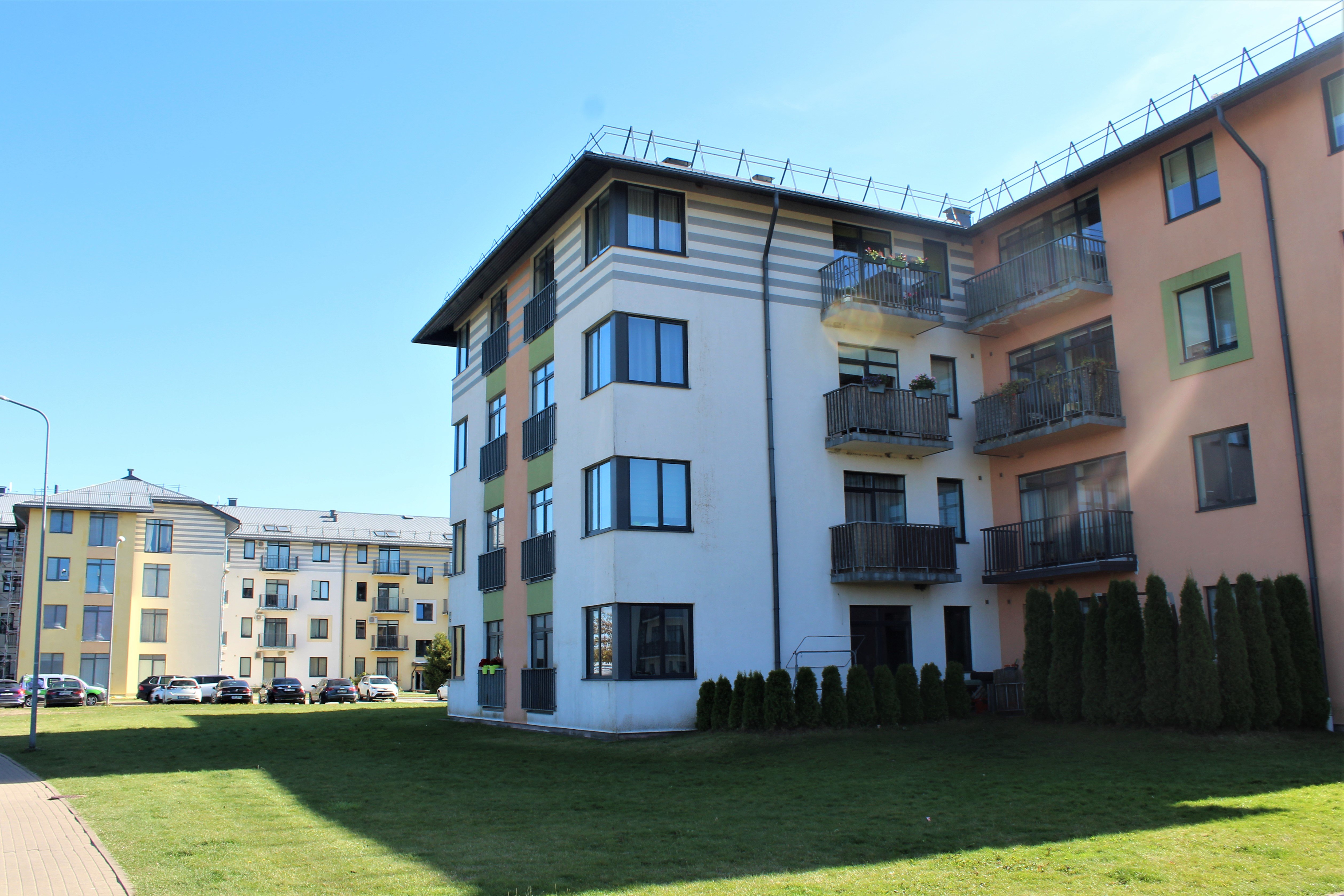
Wohnhäuser
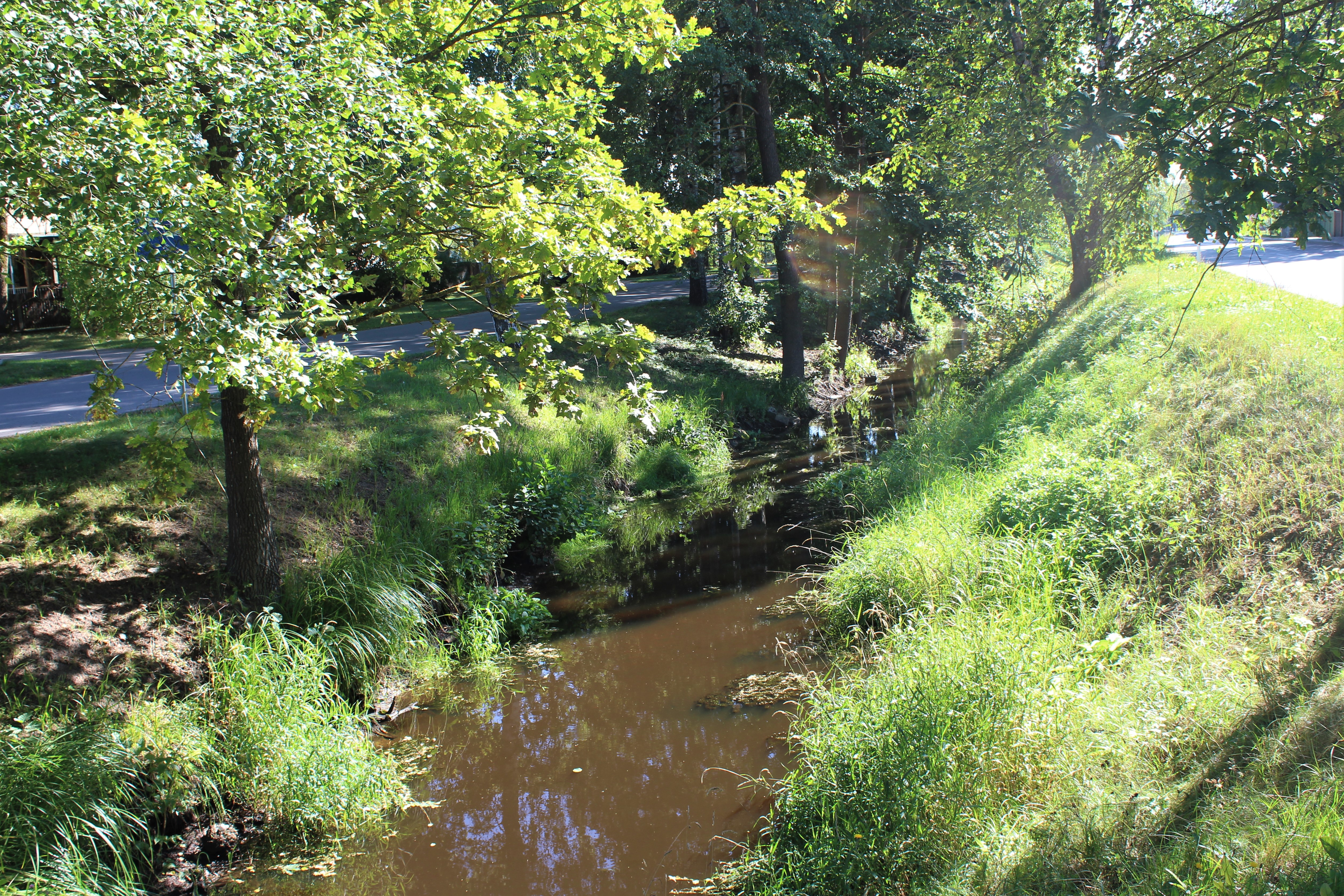
Fluss Mārupīte
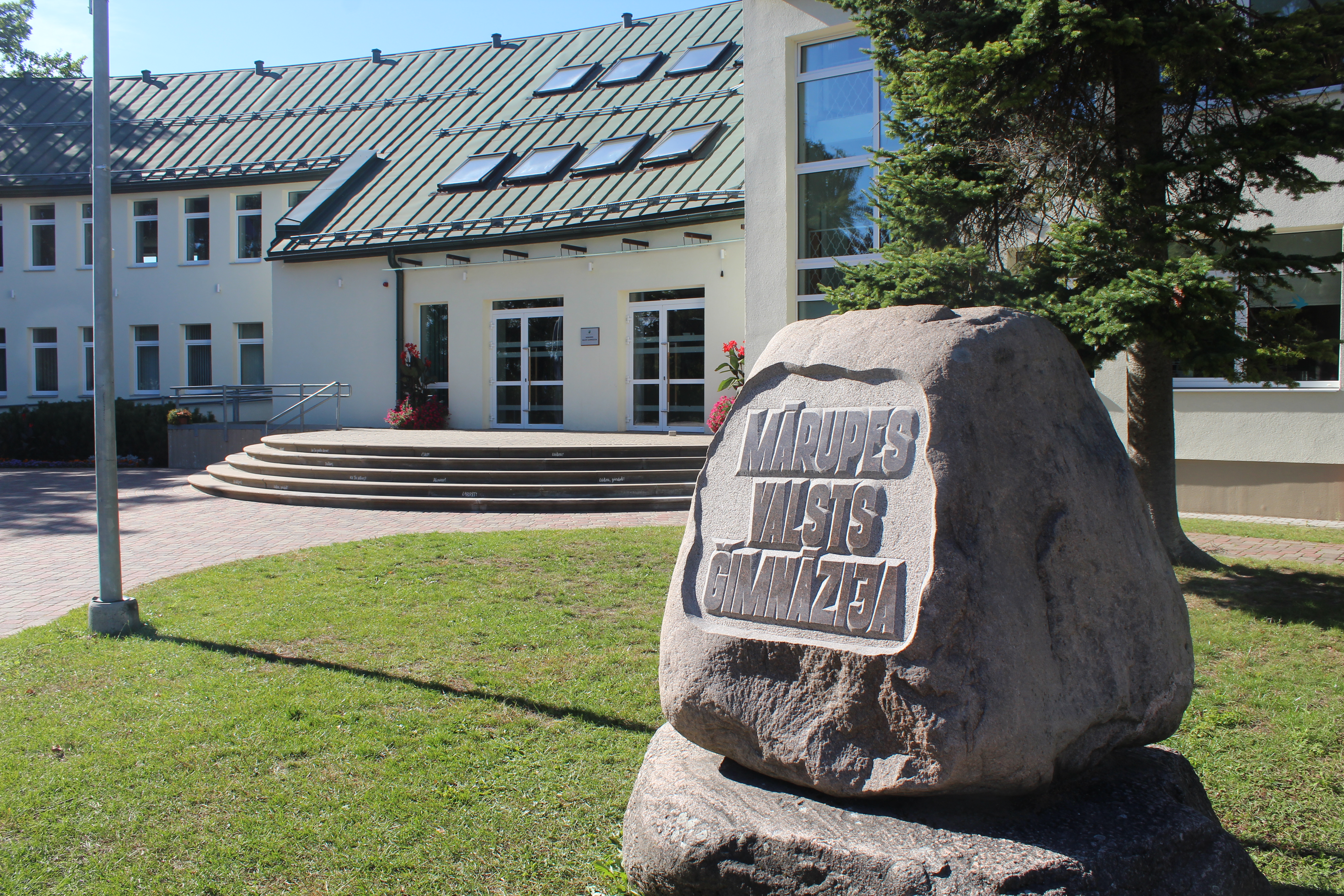
Schule